# Tephritis cardualis
Tephritis cardualis
 es una especie de insecto díptero del género Tephritis, familia Tephritidae. Hardy la describió en 1974.
Se encuentra en Paquistán.